# Моринда цитрусолистная
Мори́нда цитрусоли́стная, Моринда лимонолистная или нони (лат. Morinda citrifolia) — небольшое дерево семейства Мареновые, происходящее из Южной Азии и экстенсивно распространённое человеком повсюду в Южно-Тихоокеанском регионе.

## Ботаническое описание

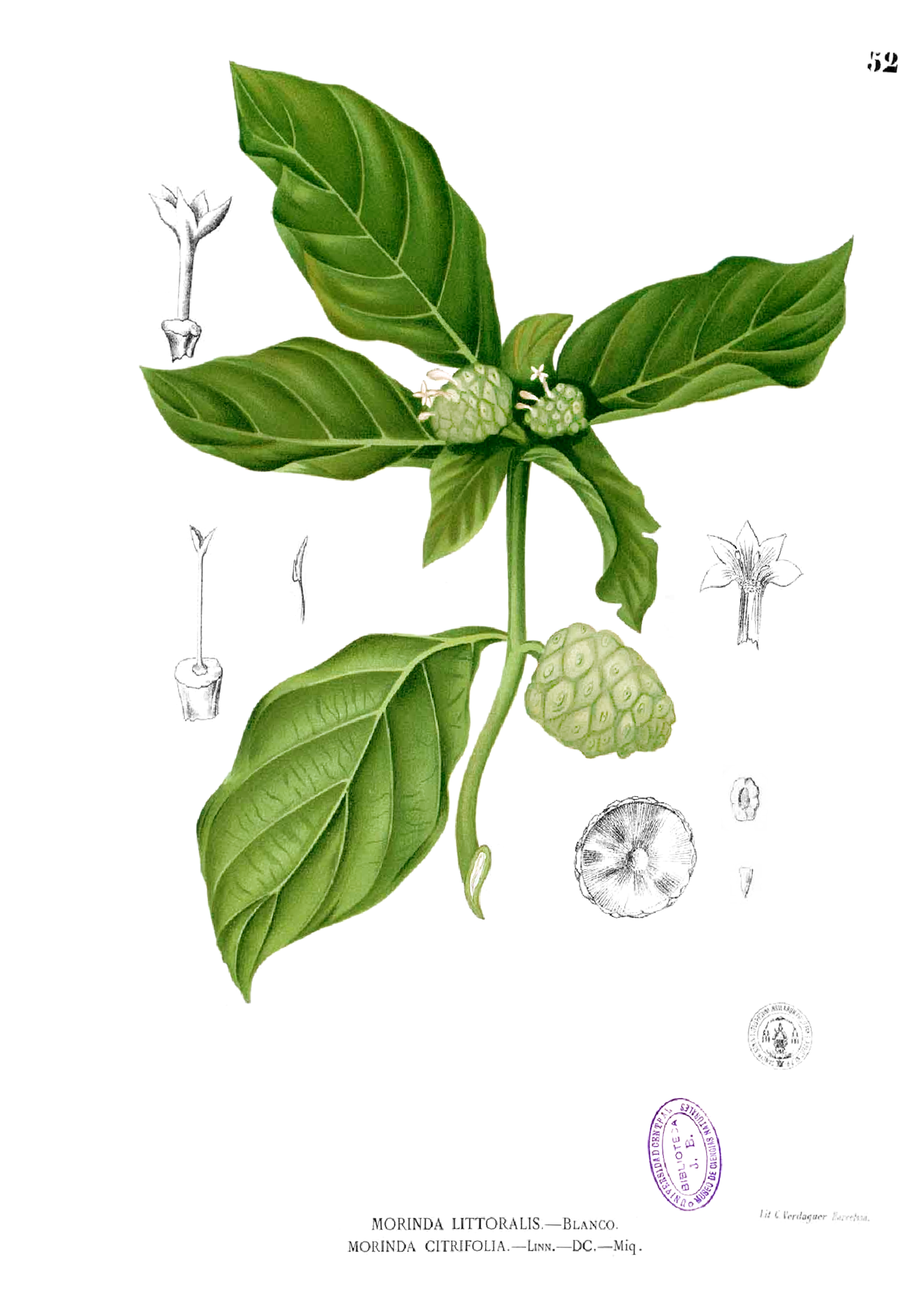
Моринда цитрусолистная.

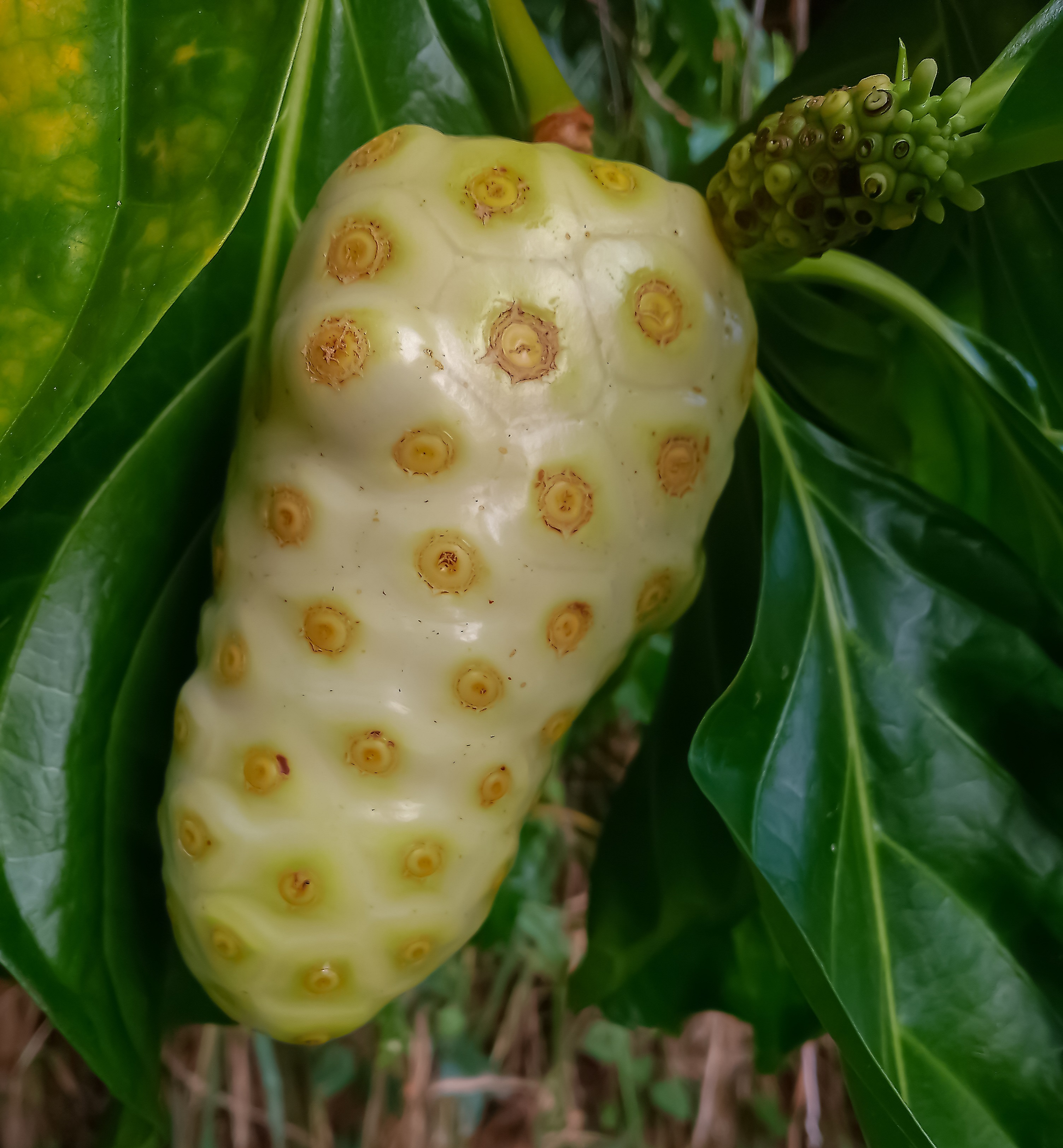

Моринда цитрусолистная растёт в тенистых лесах и на открытых скалистых или песчаных берегах. Она очень неприхотлива и может расти на засоленных, вулканических и известковых почвах. Растение вырастает до 7 м в высоту, глубина корней достигает 21 метр, цветёт и плодоносит круглый год.
Её листья — тёмно-зелёные, блестящие, глубоко испещрённые прожилками. Цветки маленькие, белые. Плоды овальные, по виду напоминают картофелину, 4-7 см длиной, содержат довольно много мелких семян. Недозрелые плоды зелёного цвета, при созревании они становятся белыми или светло-жёлтыми, кожица при этом становится почти прозрачной.
Плод съедобен, но имеет неприятный горьковатый вкус и резкий запах, похожий на запах испорченного заплесневелого сыра. Тем не менее, эти плоды являются на некоторых тихоокеанских островах (Фиджи, Самоа, Раротонга) основным продуктом питания.